# Chantico
Chantico, qui s'orthographie aussi Xantico, est, dans la mythologie aztèque, la déesse du fourneau, son conjoint a été Xiuhtecuhtli et a eu quatre fils appelés Xiuhtecuhtli-Xoxoauhqui, Xiuhtecuhtli-Cozauhqui, Xiuhtecuhtli-Iztac et Xiuhtecuhtli-Tlatlauhqui.
Un jour Chantico viola l'interdiction de manger du poivre un jour de jeûne. 
Avant de participer à un sacrifice, elle mangea du poisson grillé saupoudré de poivre. 
Quand il apprit cela, Tonacatecuhtli, le dieu du maïs, entra dans une très violente colère et la transforma en chien.